# SpiceJet
SpiceJet is een Indiase lagekostenluchtvaartmaatschappij uit New Delhi. SpiceJet vloog zijn eerste vlucht in mei 2005. De maatschappij kende een sterke groei, verhuisde met het hoofdkwartier naar de nieuwe satellietstad Gurgaon en was in maart 2019 gegroeid tot de op een na grootste Indiase luchtvaartmaatschappij gemeten naar aantal binnenlandse passagiers met een marktaandeel van 13,6%. 
De baseline van het bedrijf is Red. Hot. Spicy. Alle vliegtuigen krijgen de naam van een van de Indiase kruiden.
Het faillissement van Jet Airways in 2019 wordt door de maatschappij gezien als een grote opportuniteit voor verdere groei.

## Geschiedenis
SpiceJet is opgericht in 2005 door Modiluft/Royal Airways. In 2006 werd 7,5% overgenomen door de Tata groep en 5,43% door BNP Paribas. Medeoprichter en hoofdaandeelhouder is de Indiase zakenmagnaat Ajay Singh.

## Vloot
De vloot van SpiceJet bestond in mei 2019 uit:
- 06 Boeing 737-700
- 44 Boeing 737-800
- 01 Boeing 737-900
- 04 Boeing 737-900ER
- 13 Boeing 737 MAX 8
- 22 Bombardier Dash 8-Q400
- 08 Bombardier Dash 8-Q400 NG

Sinds maart 2014 heeft de maatschappij 42 Boeing 737 Max 8-vliegtuigen in bestelling. Dit aantal werd in januari 2017 verhoogd tot in totaal 155 stuks, met een bijkomende optie op 50 stuks. Daarvan waren er in mei 2019 al 13 geleverd.
In juni 2017 gaf de maatschappij aan tot 50 Bombardier Dash 8-Q400 NG te zullen aankopen, in september 2017 werd daarvoor alvast een eerste bevestigde bestelling geplaatst voor de eerste 25 Dash 8-Q400 NG toestellen. Daarvan waren er in mei 2019 al 8 geleverd.
De maatschappij baat ook een aparte cargomaatschappij uit, SpiceXpress Cargo, met in mei 2019 een Boeing 737-700BCF/BDSF NG toestel, en nog 19 bijkomende vrachttoestellen in bestelling.